# CVS Health
CVS Health — один из крупнейших в США поставщиков рецептурных препаратов. Компания управляет сетью из 9900 аптек и 1100 амбулаторных клиник, участниками её планов медицинского страхования являются 34 млн человек. В ноябре 2018 года за 70 млрд долларов поглотила страховую компанию Aetna. Штаб-квартира компании располагается в Вунсокете, штат Род-Айленд. В списке крупнейших публичных компаний мира Forbes Global 2000 за 2021 год компания заняла 37-е место (6-е по обороту, 73-е по чистой прибыли, 170-е по активам и 143-е по рыночной капитализации).

## История
Первый магазин Consumer Value Store (CVS) открылся в 1963 году в Массачусетсе, в следующем году их было уже 17; первоначально они торговали косметикой, но с 1967 года в них начали появляться аптечные отделы. В 1969 году сеть магазинов CVS была куплена компанией Melville Corporation и до 1996 года была её дочерней структурой. За это время сеть существенно расширилась на другие штаты, и она сосредоточилась на фармацевтике. В 1996 году CVS была выделена из Melville Corporation в самостоятельную компанию с листингом на Нью-Йоркской фондовой бирже. В следующие 10 лет компания росла за счёт поглощений других сетей аптек, в 2006 году была куплена сеть амбулаторных клиник MinuteClinic.
В 2007 году CVS Corporation слилась с Caremark Rx, образовав CVS Caremark. Caremark была основана в 1979 году как компания по оказанию медицинских услуг на дому; в 1991 году компания была оштрафована на 160 млн долларов за платежи врачам, которые навязывали пациентам услуги компании (по 75 долларов за пациента). В 1996 году Caremark объединилась с MedPartners, создав Caremark Rx.
12 августа 2008 года CVS Caremark приобрела компанию Longs Drug Stores. Сумма сделки составила 2,9 млрд долларов США. Приобретённая компания владела 521 аптекой в двух самых динамично развивающихся штатах — Неваде и Аризоне, а также в Калифорнии и на Гавайях.
В 2014 году компания сменила название на CVS Health; также в этом году она прекратила продажу сигарет и других табачных изделий в своих магазинах.
В декабре 2017 года было достигнуто соглашение о покупке одного из крупнейших медицинских страховщиков США компании Aetna. Сделка стоимостью почти 70 млрд долларов была завершена в ноябре 2018 года.

## Деятельность
На компанию приходится 27,1 % продаж лекарственных препаратов в США. Выручка за 2020 год составила 268,7 млрд долларов, в том числе 190,7 млрд от продажи товаров, 69,4 млрд от страховых премий, 7,9 млрд от медицинских услуг, 0,8 млрд инвестиционный доход. Страховые выплаты составили 55,7 млрд.
|                | 2005…  | 2010  | 2011  | 2012  | 2013  | 2014  | 2015  | 2016  | 2017  | 2018   | 2019  | 2020  | 2021  | 2022  |
| -------------- | ------ | ----- | ----- | ----- | ----- | ----- | ----- | ----- | ----- | ------ | ----- | ----- | ----- | ----- |
| Оборот         | 37,01… | 95,77 | 107,1 | 123,1 | 126,8 | 139,4 | 153,3 | 177,5 | 184,8 | 194,6  | 256,8 | 268,7 | 292,1 | 322,5 |
| Чистая прибыль | 1,225… | 3,424 | 3,462 | 3,864 | 4,592 | 4,644 | 5,237 | 5,317 | 6,622 | -0,594 | 6,634 | 7,179 | 7,910 | 4,149 |
| Активы         | 15,25… | 62,46 | 64,85 | 65,47 | 70,55 | 73,20 | 92,44 | 94,46 | 95,13 | 196,5  | 222,4 | 230,7 | 233,0 | 228,3 |